# 2. slovenski domobranski bataljon
2. slovenski domobranski bataljon je bil bataljon, ki je deloval v kratkotrajni Slovenski domobranski legiji.

## Zgodovina
Bataljon je bil ustanovljen iz vaških straž Vrhnike, Šentjošta, Borovnice, Brezovice, Rovt in Rakeka.

## Poveljstvo
Poveljniki
- stotnik 1. razreda: Franc Pavlovčič